# سانتیاگو کریگر
سانتیاگو کریگر (انگلیسی: Santiago Krieger؛ زادهٔ ۱۳ آوریل ۱۹۹۵) بازیکن فوتبال اهل آرژانتین است.